# Timothée Pembélé
Timothée Pembélé (Beaumont-sur-Oise, 9 september 2002) is een Frans voetballer die bij voorkeur als verdediger speelt. Hij speelt bij Paris Saint-Germain.

## Clubcarrière
Pembélé tekende op zijn vijftiende zijn eerste contract bij Paris Saint-Germain. Op 28 november 2020 debuteerde hij in de Ligue 1 tegen Girondins Bordeaux. Op 9 december 2020 maakte de verdediger zijn debuut in de UEFA Champions League tegen İstanbul Başakşehir. Zijn eerste doelpunt volgde op 23 december 2020 tegen RC Strasbourg.